# Casper Nielsen (futbolista)
Casper Mørup Nielsen (Esbjerg, 29 de abril de 1994) es un futbolista danés que juega de centrocampista en el Standard de Lieja de la Primera División de Bélgica.

## Trayectoria
Firmó su primer contrato profesional con el Esbjerg fB en junio de 2009 con solo 15 años. Unos meses más tarde, fue a prueba en el club de la Premier League inglesa Manchester City F. C.
Su contrato se prorrogó en enero de 2013, cuando subió oficialmente a la plantilla del primer equipo del Esbjerg fB. Más adelante en la temporada, debutó como profesional el 12 de mayo en una victoria por 2-0 contra el F. C. Copenhague.
En enero de 2017 fichó por el Odense BK, equipo de la Superliga de Dinamarca, con un contrato de 3+1⁄2 años.
El 4 de julio de 2019 se unió al Union Saint-Gilloise. En tres años con este equipo logró ascender a la Primera División de Bélgica y un subcampeonato liguero, siendo traspasado al Club Brujas antes del comienzo de la temporada 2022-23. Con ellos ganó una Pro League y una Copa de Bélgica y en julio de 2025 fichó por el Standard de Lieja.

## Estadísticas

### Clubes
Actualizado al último partido disputado el 6 de noviembre de 2024.
| Club                           | Div.          | Temporada     | Liga  | Liga  | Copas nacionales | Copas nacionales | Copas internacionales | Copas internacionales | Total | Total |
| Club                           | Div.          | Temporada     | Part. | Goles | Part.            | Goles            | Part.                 | Goles                 | Part. | Goles |
| ------------------------------ | ------------- | ------------- | ----- | ----- | ---------------- | ---------------- | --------------------- | --------------------- | ----- | ----- |
| Esbjerg fB Dinamarca           | 1.ª           | 2012-13       | 1     | 0     | 1                | 0                | ―                     | ―                     | 2     | 0     |
| Esbjerg fB Dinamarca           | 1.ª           | 2013-14       | 15    | 1     | 1                | 0                | 3                     | 0                     | 20    | 1     |
| Esbjerg fB Dinamarca           | 1.ª           | 2014-15       | 26    | 1     | 6                | 0                | 4                     | 1                     | 36    | 2     |
| Esbjerg fB Dinamarca           | 1.ª           | 2015-16       | 31    | 0     | 1                | 0                | ―                     | ―                     | 32    | 0     |
| Esbjerg fB Dinamarca           | 1.ª           | 2016-17       | 17    | 0     | 1                | 0                | ―                     | ―                     | 18    | 0     |
| Esbjerg fB Dinamarca           | Total club    | Total club    | 90    | 2     | 10               | 0                | 7                     | 1                     | 107   | 3     |
| Odense BK Dinamarca            | 1.ª           | 2016-17       | 13    | 1     | 0                | 0                | ―                     | ―                     | 13    | 1     |
| Odense BK Dinamarca            | 1.ª           | 2017-18       | 31    | 1     | 1                | 0                | ―                     | ―                     | 32    | 1     |
| Odense BK Dinamarca            | 1.ª           | 2018-19       | 29    | 3     | 3                | 2                | ―                     | ―                     | 32    | 5     |
| Odense BK Dinamarca            | Total club    | Total club    | 73    | 5     | 4                | 2                | 0                     | 0                     | 77    | 7     |
| Union Saint-Gilloise · Bélgica | 2.ª           | 2019-20       | 26    | 7     | 2                | 0                | ―                     | ―                     | 28    | 7     |
| Union Saint-Gilloise · Bélgica | 2.ª           | 2020-21       | 27    | 4     | 3                | 1                | ―                     | ―                     | 30    | 5     |
| Union Saint-Gilloise · Bélgica | 1.ª           | 2021-22       | 39    | 7     | 2                | 0                | ―                     | ―                     | 41    | 7     |
| Union Saint-Gilloise · Bélgica | Total club    | Total club    | 92    | 18    | 7                | 1                | 0                     | 0                     | 99    | 19    |
| Club Brujas · Bélgica          | 1.ª           | 2022-23       | 35    | 9     | 2                | 0                | 8                     | 0                     | 45    | 9     |
| Club Brujas · Bélgica          | 1.ª           | 2023-24       | 31    | 2     | 4                | 0                | 13                    | 1                     | 48    | 3     |
| Club Brujas · Bélgica          | 1.ª           | 2024-25       | 4     | 0     | 1                | 0                | 2                     | 0                     | 7     | 0     |
| Club Brujas · Bélgica          | Total club    | Total club    | 70    | 11    | 7                | 0                | 23                    | 1                     | 100   | 12    |
| Total carrera                  | Total carrera | Total carrera | 225   | 36    | 28               | 3                | 30                    | 2                     | 283   | 41    |

## Palmarés

### Títulos nacionales
| Título                      | Club        | País    | Año  |
| --------------------------- | ----------- | ------- | ---- |
| Primera División de Bélgica | Club Brujas | Bélgica | 2024 |
| Copa de Bélgica             | Club Brujas | Bélgica | 2025 |